# Radboud Universitair Medisch Centrum
Das Radboud Universitair Medisch Centrum (Radboudumc) ist ein Universitätsklinikum in Nijmegen, Niederlande.

## Geschichte
1956 wurde das Academische Ziekenhuis Nijmegen von der Stichting Katholieke Universiteit (Stiftung Katholische Universität) gegründet. Seit im Jahr 1999 das Krankenhaus und die Medizinische Fakultät der Radboud-Universität Nijmegen fusionierten, sind Universität und Klinik institutionell verbunden.

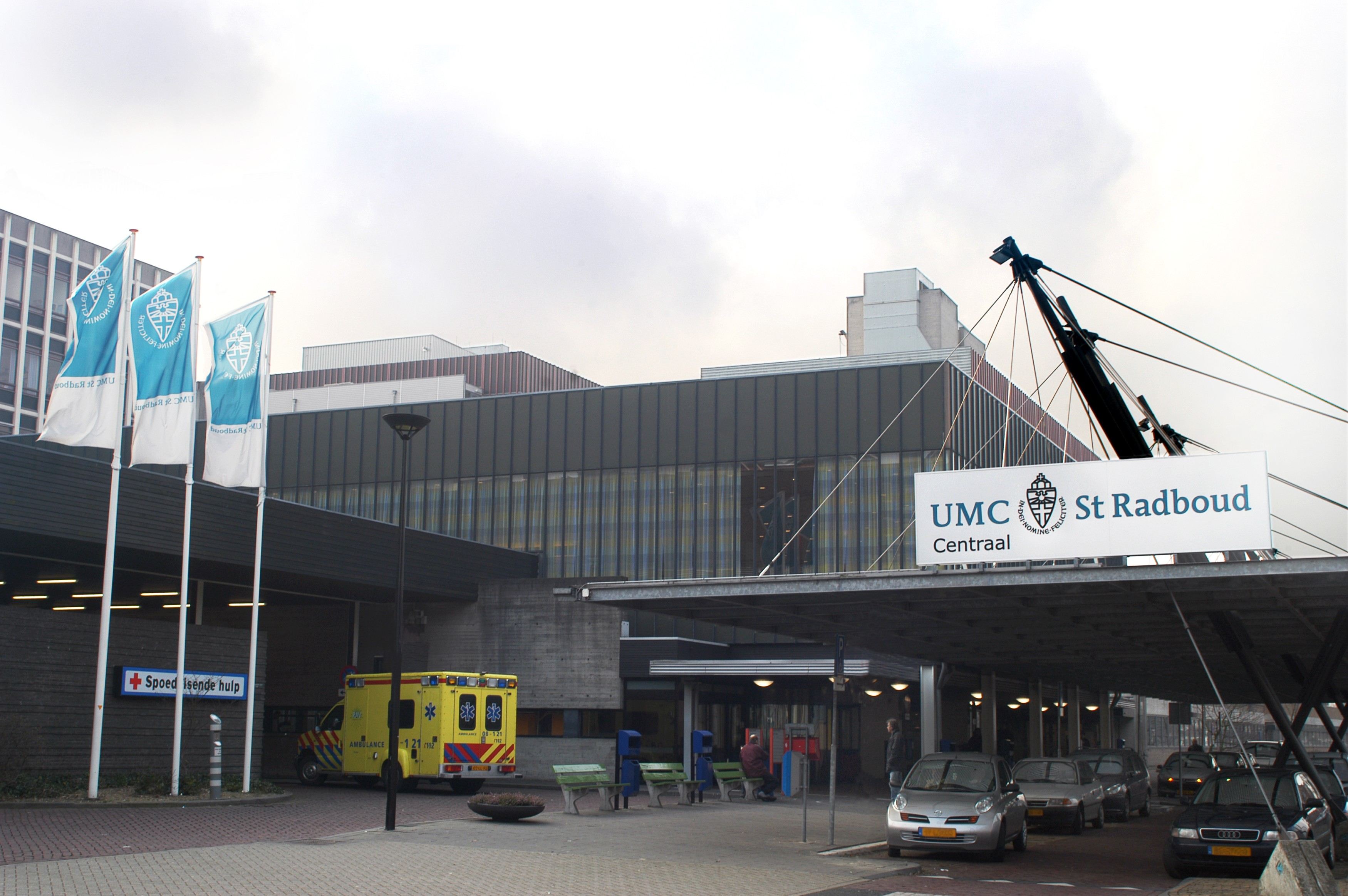
Haupteingang

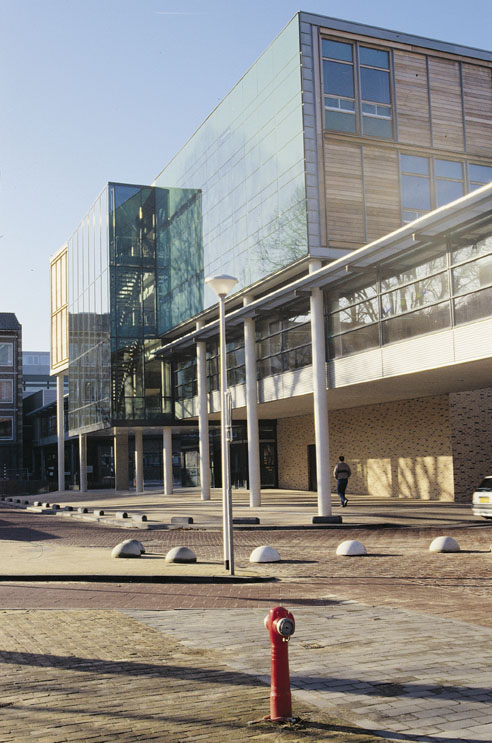
Bibliothek der Medizinischen Fakultät

Das Radboudumc hat 935 Betten und auf mehr als 50 Stationen und Polikliniken arbeiten ca. 9900 Mitarbeiter. Mehr als 3200 Studenten werden in verschiedenen Studiengängen ausgebildet (Humanmedizin, Biomedizinische Wissenschaften, Zahnmedizin und Molecular Mechanisms of Disease).
Therapeutische Spezialismen umfassen u. a.:
- Level-1-Traumazentrum (mit Helikopter-Luftrettungsdienst)
- Neurochirurgie
- Herzchirurgie
- Neonatale und pädiatrische Chirurgie und Intensivmedizin
- Pädiatrische Onkologie
- Infektionskrankheiten
- Gesichts- und Kopfchirurgie (spezialisiert in Lippen-, Kiefer- und Gaumenspalten)

## Forschungseinrichtungen
Dem Universitätsklinikum sind mehrere Institute zugeordnet, die klinische und prä-klinische Forschung betreiben:
- Radboud Institute for Molecular Life Sciences (RIMLS)
- Radboud Institute for Health Sciences
- Donders Institute for Brain, Cognition and Behaviour